# Bessie Buskirk
Bessie Buskirk (21 de marzo de 1892 - 19 de noviembre de 1952) fue una actriz estadounidense que trabajó en la era de cine mudo y en el teatro. Buskirk pasó de ser una actriz infantil en el teatro a convertirse en una actriz de cine. En 1900, Buskirk ya aparecía en el teatro. Buskirk apareció en varios cortometrajes entre 1915 y 1917.

## Primeros años
Buskirk nació en Illinois. Según su biografía en Find a Grave, Buskirk fue adoptada por Edward y Hattie Warren Buskirk, quién era actor. Su padre era un carpintero que trabajaba para el teatro antes de mudarse en Los Ángeles.

## Carrera
Buskirk apareció juntó con Joseph Henabery en The Huron Converts y The Race Love en 1915. Buskirk interpretó a Domnall Bán en Macbeth. Buskirk siguió haciendo películas hasta 1917.

## Entierro
Buskirk esta enterrada en el Cementerio Angelus-Rosedale en Los Ángeles.

## Filmografía
- Farewell to Thee (1915)[3] cortometraje[4] no debe confundirse con Aloha Oe (película)
- A Mother's Justice (1915)
- The Ever Living Isles (1915)
- The Huron Converts (1915) juntó con Joseph Henabery, es una película de Reliance[5]
- The Race Love / The Race War (1915) juntó con Joseph Henabery[6]
- The House Built Upon Sand (1916)
- Macbeth (1916)[7]
- Pet of Patagonia (1916)[8]
- Her Official Fathers (1917)
- Cheerful Givers (1917)[9]